# Alaksandr Martynowicz
Alaksandr Martynowicz (biał. Аляксандр Мартыновіч, ros. Александр Мартынович; ur. 26 sierpnia 1987 w Mińsku) – białoruski piłkarz, grający na pozycji obrońcy. Zawodnik rosyjskiego FK Krasnodar. 